# きらめきみなと館
きらめきみなと館（きらめきみなとかん）は、福井県敦賀市桜町にある複合文化施設。

## 歴史
1999年（平成11年）に開催された「つるが・きらめき・みなと博21」の中核施設として建設された。2018年（平成30年）4月には株式会社クリンテックが指定管理者となった。

## 特色
外観は船の煙突をイメージしたものとされる。博覧会のメインホールとして使われた広大なイベントホールのほか、日本海側の都市で初となる大型IMAX3Dシアターを備える。敦賀港一帯はみなとオアシスの登録をしていて、当施設はみなとオアシス敦賀の構成施設の1つである。

## 施設
- IMAX3Dシアター - スクリーンは幅21m、高さ16m
- イベントホール

## 利用情報
- 閉館日 - 火曜・第3水曜と年末年始（12月29日 - 翌年1月3日）
- 所在地 - 〒914-0078 福井県敦賀市桜町1-1

## 交通アクセス
- 北陸本線・北陸新幹線・小浜線・ハピラインふくい線 敦賀駅から徒歩で約30分。
- 敦賀駅からぐるっと敦賀周遊バス（観光ルート）で「金ヶ崎緑地」停留所下車、徒歩約5分。